# 未・来・人
『未・来・人』(みらいじん)は、川島なお美の4枚目のアルバムである。

## 解説
- シングル「涙・コパカバーナ」とそのB面「スリル・ミー」を含む全10曲。
- 今作以降のアルバムは、オリジナル盤以降の再発売はされていない。

## 収録曲
1. スリル・ミー
作詞：売野雅勇／作曲：大野克夫／編曲：井上鑑
2. 涙のカレンダー・ラブ
作詞：売野雅勇／作曲：伊藤銀次／編曲：国吉良一
3. ヴァカンス・ボーイ
作詞：売野雅勇／作曲：山川恵津子／編曲：鷺巣詩郎
4. 黄金海岸
作詞：売野雅勇／作曲・編曲：大野克夫
5. 石の夢
作詞：来生えつこ／作曲・編曲：井上鑑
6. 涙・コパカバーナ
作詞：売野雅勇／作曲：大野克夫／編曲：井上鑑
7. 上海庭園
作詞：売野雅勇／作曲・編曲：大野克夫
8. ピンナップ
作詞：売野雅勇／作曲：山川恵津子／編曲：鷺巣詩郎
9. ワールズ・エンド
作詞：三浦徳子／作曲：加瀬邦彦／編曲：松下誠
10. グリーンの夜
作詞：来生えつこ／作曲・編曲：井上鑑